# Portugiesisch-ungarische Beziehungen
Die portugiesisch-ungarischen Beziehungen beschreiben das zwischenstaatliche Verhältnis zwischen Portugal und Ungarn. Die Länder unterhalten seit 1974 erneuerte diplomatische Beziehungen. Sie sind Mitglieder der Europäischen Union. Außerdem gehören sie gemeinsam u. a. der NATO, der OECD, der OSZE und dem Schengen-Raum an. Seit 2016 hat Ungarn zudem Beobachterstatus in der Gemeinschaft der Portugiesischsprachigen Länder.
Seit dem Mittelalter kreuzten sich die Geschichte der beiden Länder mehrmals, wenn auch selten tiefgreifend. Neben diesen historischen Berührungspunkten bestehen im Sport und in der Kultur, insbesondere in der Literatur Berührungspunkte und gegenseitiges Interesse. Seit den 1990er Jahren haben auch die bilateralen Wirtschaftsbeziehungen zugenommen.
Während seiner Zeit als Botschafter am Habsburgerhof in Wien ab 1745 diskutierte der portugiesische Gesandte und spätere Staatsmann Sebastião José de Carvalho e Melo mit den Esterházys auch über die Rivalität zwischen dem portugiesischen Portwein und dem ungarischen Tokajer.

## Geschichte

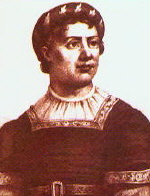
Peter von Portugal

Elisabeth von Ungarn war die Tante von Elisabeth von Portugal, die bereits zwölfjährig mit König D. Dinis verheiratet und damit von 1282 bis 1325 Königin von Portugal wurde.
Auf seiner mehrjährigen Reise, den Paradas, kam der portugiesische Thronfolger Peter von Portugal zwischen 1425 und 1428 auch in das Königreich Ungarn. Er traf dort mit König Sigismund zusammen, für den er danach während der Hussitenkriege (1419–1434) in Böhmen kämpfte. Über das Wirken Peters in Ungarn sind ansonsten wenig Details bekannt.
Die Doppelmonarchie Österreich-Ungarn erkannte die 1910 ausgerufene Republik Portugal im September des gleichen Jahres an.
Nach dem Ersten Weltkrieg (1914–1918) ging Österreichs Kaiser Karl I. nach Madeira ins Exil. Er war als Karl IV. auch der letzte König Ungarns. Afonso Costa unterzeichnete am 4. Juni 1920 für Portugal als Teil der siegreichen Alliierten den Vertrag von Trianon, mit dem Ungarn einen Friedensvertrag erhielt, jedoch große Teile seiner Gebiete verlor.
Im Zweiten Weltkrieg (1939–1945) ermöglichte Botschafter Carlos Sampaio Garrido etwa 1.000 jüdischen Menschen über die portugiesische Botschaft in Budapest die Flucht vor Nazideutschland, darunter auch einige Familienangehörige von Zsa Zsa Gabor.
Ungarns Regierungschef Miklós Horthy ging später selbst ins portugiesische Estoril ins Exil, wo er 1957 starb.
Direkte diplomatische Beziehungen nahmen Portugal und Ungarn am 1. Juli 1974 wieder auf, nach dem Ende des antikommunistischen Estado Novo-Regimes durch die portugiesische Nelkenrevolution vom 25. April 1974.
Seit 1977 ist Portugiesisch Lehrsprache in Ungarn und wird in Universitäten, Gymnasien, Instituten und Privatschulen in Budapest und Szeged gelehrt.
Portugal trat 1986 der EU bei, Ungarn folgte 2004, nach dem Mauerfall 1989, bei dem Ungarn eine wesentliche Rolle spielte.
2019 wurde der portugiesische Whistleblower Rui Pinto in Budapest festgenommen und von Ungarn an Portugal ausgeliefert.

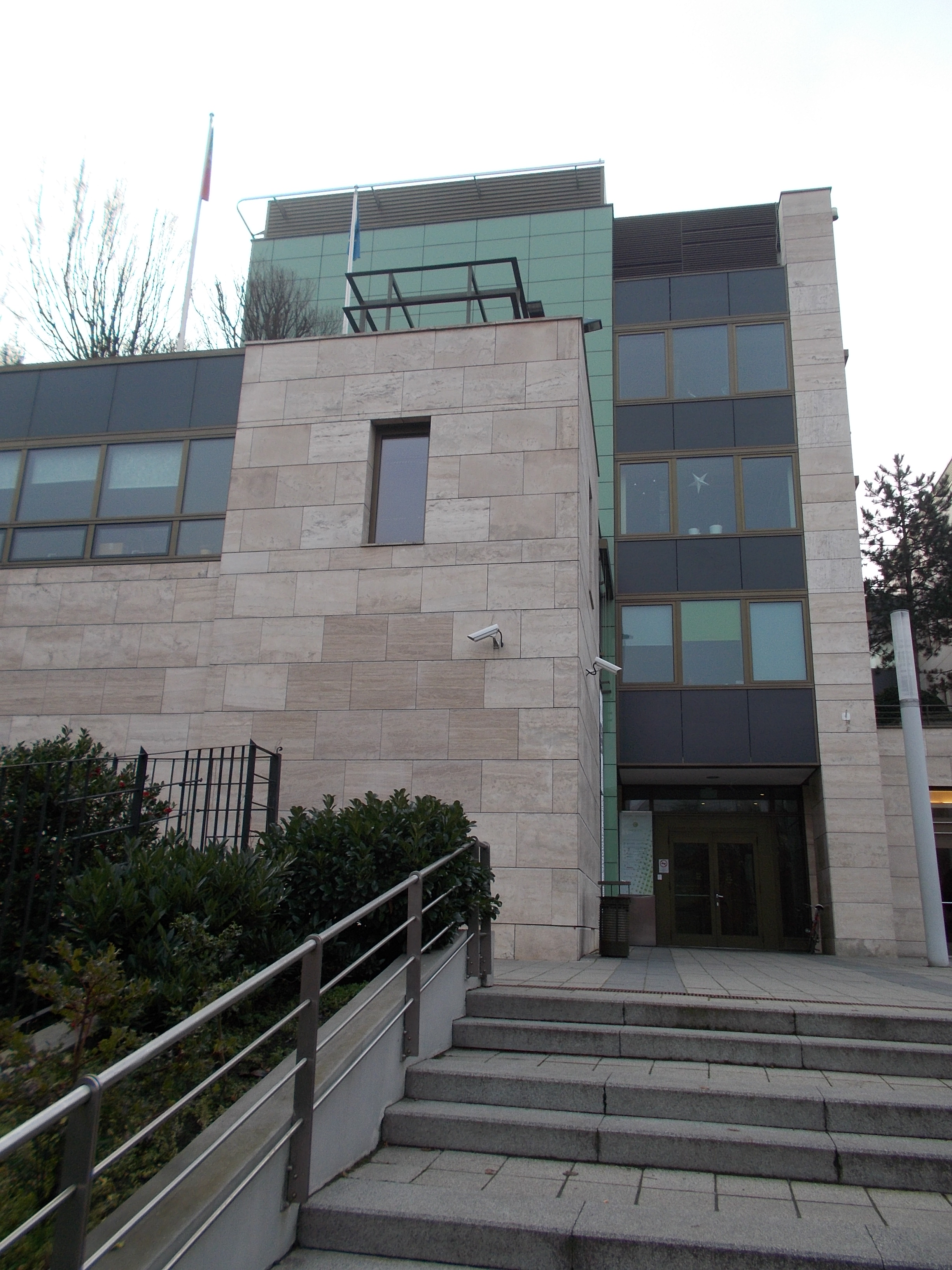
Die portugiesische Botschaft in Budapest, auch Sitz des ungarischen Büros der portugiesischen Außenhandelskammer AICEP

## Diplomatie
Portugal und Ungarn nahmen ihre früheren diplomatischen Beziehungen am 1. Juli 1974 wieder auf. Erster portugiesischer Botschafter in Budapest wurde am 15. November 1974 Fernando Lopes Vieira.
Portugal unterhält seine Botschaft in der ungarischen Hauptstadt Budapest im dortigen MOM Park, Alkotás Utca Nr. 53. Portugiesische Konsulate sind in Ungarn keine eingerichtet.
Ungarns Botschaft in der portugiesischen Hauptstadt Lissabon residiert in der Calçada de Santo Amaro Nr. 85. Zudem unterhält Ungarn Konsulate in Porto, in Faro an der Algarve, und in Funchal auf der Insel Madeira.

## Wirtschaft
Die portugiesische Außenhandelskammer AICEP ist in Budapest mit einer Niederlassung an der portugiesische Botschaft präsent. Zudem besteht in Lissabon seit 2007 die bilaterale portugiesisch-ungarische Handelskammer Câmara de Comércio Luso-Húngara.
Als wichtigstes portugiesisches Unternehmen in Ungarn kann Corticeira Amorim gelten. Der Weltmarktführer für Korken ist dort insbesondere über sein Tochterunternehmen Hungarokork - Amorim Zrt mit Sitz in Veresegyház aktiv.
Im Jahr 2016 exportierte Portugal Waren im Wert von 200,4 Mio. Euro nach Ungarn (2015: 198,6 Mio.; 2014: 213,9 Mio.; 2013: 181,1 Mio.; 2012: 153,1 Mio.; 2011: 122,3 Mio.), davon 36,1 % Maschinen und Geräte, 16,0 % Kunststoffe, 13,0 % Fahrzeuge und Fahrzeugteile und 6,0 % Chemisch-pharmazeutische Produkte.
Im gleichen Zeitraum lieferte Ungarn Waren im Wert von 271,7 Mio. Euro an Portugal (2015: 267,2 Mio.; 2014: 231,1 Mio.; 2013: 208,9 Mio.; 2012: 238,9 Mio.; 2011: 257,9 Mio.), davon 35,6 % Maschinen und Geräte, 26,7 % Fahrzeuge und Fahrzeugteile, 16,4 % Chemisch-pharmazeutische Produkte und 3,7 % Optik- und Präzisionsinstrumente.
Damit stand Ungarn für den portugiesischen Außenhandel 2015 an 26. Stelle als Abnehmer und an 27. Stelle als Lieferant. Im ungarischen Außenhandel 2015 stand Portugal damit an 32. Stelle unter den Abnehmern und an 37. Stelle unter den Lieferanten.

## Partnerstädte
Die erste portugiesisch-ungarische Städtefreundschaft gingen 1992 die beiden Hauptstädte Lissabon und Budapest ein. Nach dem EU-Beitritt Ungarns 2004 gingen portugiesische und ungarische Kommunen drei weitere Partnerschaften ein (Stand 2010).

## Kultur

### Institutionen
Das portugiesische Kulturinstitut Instituto Camões ist mit einem Sprachzentrum in Budapest und mit Lektoraten u. a. an einer Reihe ungarischer Universitäten präsent.

### Musik
Der portugiesische Komponist Vianna da Motta war 1885 Schüler von Franz Liszt in Weimar. Fernando Lopes-Graça wurde stark von Béla Bartók beeinflusst. Eine Vielzahl Werke portugiesischer Komponisten wie Motta, Lopes-Graça oder Joly Braga Santos wurden in Budapest aufgenommen und danach als Tonträger veröffentlicht.
Eine Reihe portugiesischer Musikgruppen waren schon in Ungarn zu Gast, etwa Moonspell oder Blasted Mechanism. Die Werke einiger portugiesischer Musiker sind auch in Ungarn erschienen, etwa Aurea, die zudem mit dem ungarischen Sänger Nikolas Takács ein Duett aufnahm und mehrmals dort gastierte.

### Literatur

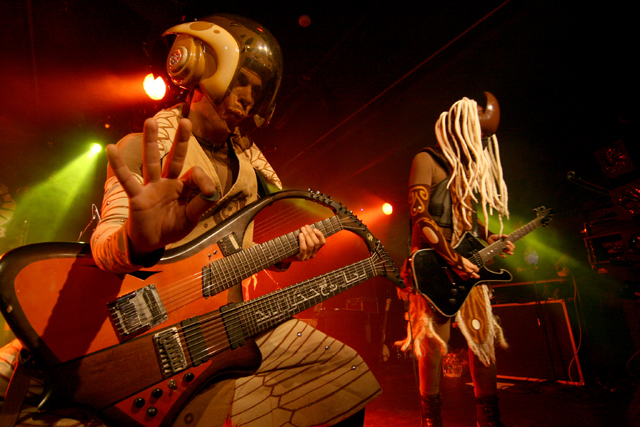
Auftritt der portugiesischen Gruppe Blasted Mechanism in Budapest, 2008

### Bildende Künste
1994 wurde in Lissabon die Stiftung Fundação Árpád Szenes-Vieira da Silva gegründet. Sie funktioniert als Museum für das Werk des ungarischen Malers Árpád Szenes und der portugiesischen Malerin und Grafikerin Maria Helena Vieira da Silva. Das Paar lernte sich 1929 in Paris kennen und heiratete 1930.
In der zentralen Haltestelle Deák Ferenc tér, in der sich die drei wichtigsten U-Bahnlinien der Metró Budapest kreuzen, wurde 1996 ein Bild bemalter Azulejos des portugiesischen Künstlers João Rodrigues Vieira (1934–2009) installiert. Die drei jeweils wichtigsten Dichter beider Länder sind dort mit Versen zu sehen, die in die jeweils andere Sprache übersetzt sind.

### Film
Der ungarische Filmregisseur Ladislao Vajda drehte insbesondere in den 1940er Jahren einige Filme des portugiesischen Kinos, etwa O Diabo São Elas (1945), Três Espelhos oder Viela, Rua Sem Sol (beide 1947).
Der ungarische Regisseur Pál Erdőss (1947–2007) drehte in Portugal den 1994 veröffentlichten Film Laços de Sangue, mit Drehbuch des ungarischen Autors István Kardos (1942–2002), der auch einer der vier Produzenten der portugiesisch-spanisch-ungarisch-polnischen Produktion war.
Ungarische Regisseure sind häufig bei Filmfestivals in Portugal zu Gast. So gewann Pál Erdöss das wichtigste portugiesische Festival, das Festróia, 1991 mit seinem Werk Homo Novus. Beim Fantasporto gewann Károly Ujj Mészáros 2015 den Hauptpreis für Liza, die Fuchsfee. Und die portugiesisch-ungarische Produktion Fado – Die Stimmen von Lissabon (Silêncio - Vozes de Lisboa, 2020) der Ungarin Judit Kalmár und der Schweizerin Céline Coste Carlisle eröffnete das portugiesische Filmfestival FESTin 2020. Der Film wurde mit einem mehrheitlich ungarischen Produktionsteam in Lissabon gedreht und erzählt vom dortigen Fado, der im Alfama-Viertel zur Touristenattraktion verkommt und von den Bewohnern nur mühsam in Hinterhofvereinen und wenigen alten Kneipen authentisch erhalten wird.

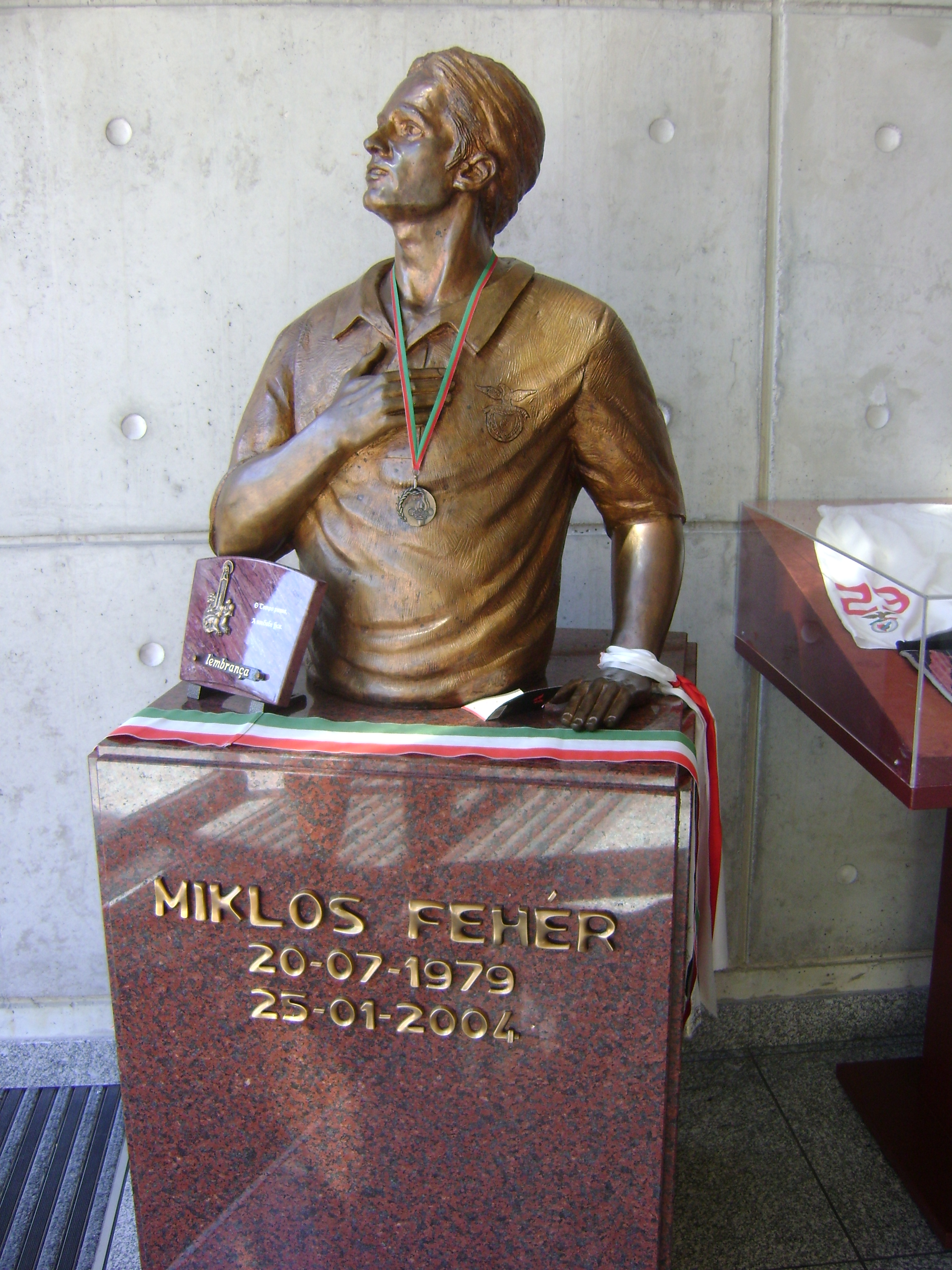
Denkmal für Miklós Fehér in Benficas Heimstadion Estádio da Luz in Lissabon

## Sport

### Fußball

#### Männer
Die portugiesische Fußballnationalmannschaft und Ungarns Nationalelf trafen bisher 14 Mal aufeinander (Stand Januar 2023), wobei es zehn portugiesische Siege und vier Unentschieden gab. Erstmals spielten sie am 26. Dezember 1926 in einem Freundschaftsspiel in Porto gegeneinander, vor 10.000 Zuschauern trennte man sich 3:3. Es war erst das achte Spiel der portugiesischen Auswahl und das erste unter Trainer Cândido de Oliveira, für die Ungarn war es bereits das 121. Spiel.
Bei der EM 2004 in Portugal war Ungarn nicht qualifiziert. Bei der EM 2021 war die ungarische Hauptstadt Budapest einer der Austragungsorte. Am 15. Juni 2021 besiegte Portugal dabei Ungarn in der Gruppe F mit 3:0. Portugal war kein Austragungsort der EM 2021.
1964 unterlag der MTK Budapest im Finale des Europapokals der Pokalsieger dem portugiesischen Klub Sporting Lissabon.
Der ungarische Nationalspieler Miklós Fehér spielte den größten Teil seiner Karriere bei portugiesischen Klubs. Für Benfica Lissabon stand er am 25. Januar 2004 auswärts bei Vitória Guimarães auf dem Platz, als er einen Herzstillstand erlitt und verstarb.
Der portugiesische Fußballfan Rui Pinto studierte eine Zeit auch in Budapest, bevor er 2015 die Enthüllungsplattform Football Leaks ins Leben rief. Insbesondere nach den Veröffentlichungen der Luanda Leaks wurde Pinto rechtlich verfolgt. Am 16. Januar 2019 wurde er in Budapest festgenommen und von den ungarischen Behörden an Portugal ausgeliefert.

#### Frauen
Die portugiesische und die ungarische Fußballnationalmannschaft der Frauen trafen bisher viermal aufeinander (Stand Januar 2023), erstmals am 2. März 2012 bei Ungarns Premiere beim portugiesischen Algarve-Cup, als die Portugiesinnen in Parchal mit 4:0 gewannen. Insgesamt siegten die Portugiesinnen in drei Spielen, einmal blieben die Ungarinnen siegreich.
Die portugiesische Nationalspielerin Vanessa Marques lief 2020/21 für den ungarischen Hauptstadtclub Ferencváros Budapest auf.

### Handball
Die portugiesische und die ungarische Männer-Handballnationalmannschaft trafen erstmals am 22. Januar 1992 im österreichischen Stockerau aufeinander, die Ungarn gewannen 24:21. Insgesamt trafen die Teams acht Mal aufeinander, mit sechs ungarischen und zwei portugiesischen Siegen.
Bei der Handball-Europameisterschaft der Männer 1994 in Portugal trafen Ungarn und der Gastgeber in der Gruppe B der Vorrunde aufeinander, Ungarn gewann 19:18 und wurde am Ende siebter, der Gastgeber wurde Letzter (12.). Bei der Handball-Europameisterschaft der Männer 2020 gewann Portugal gegen Ungarn mit 34:26. Ungarn richtete zusammen mit der Slowakei erstmals 2022 die EM, die Handball-EM der Männer 2022. Bei dieser siegte Gastgeber Ungarn mit 31:30.
Bei der Handball-Weltmeisterschaft der Männer 2003 in Portugal trafen die beiden Auswahlen nicht aufeinander. Portugal wurde am Ende 12., Ungarn Siebter. Ungarn richtete die WM bislang noch nicht aus (Stand 2021).
Sporting Lissabon besiegte den ungarischen Verein Tatabánya KC zweimal in der Gruppenphase EHF European League 2021/22. Im EHF-Pokal 2013/14 schied Sporting im Viertelfinale gegen Pick Szeged aus. Im Achtelfinale der EHF Champions League 2018/19 war KC Veszprém Endstation. Benfica Lissabon besiegte Győri ETO KC im Achtelfinale des Euro-City-Cup 1993/94. Erst im EHF-Pokal 2013/14 traf Benfica wieder auf ein ungarisches Team und schied gegen Pick Szeged aus. Der FC Porto schied gegen Dunaferr SE im Europapokal der Pokalsieger 2001/02 im Viertelfinale auf Grund der Auswärtstorregel aus. Im EHF-Pokal 2010/11 nahm man im Achtelfinale deutlich Revanche. In der EHF Champions League 2019/20 verlor Porto beide Gruppenspiele gegen KC Veszprém, in der EHF Champions League 2020/21 gewann man das Heimspiel in der Gruppenphase gegen Pick Szeged und in der EHF Champions League 2021/22 verlor man zu Hause gegen Veszprém und spielte auswärts Remis. ABC Braga schaltete Komlói Bányász im Euro-City-Cup 1994/95 aus. In der EHF Champions League 1995/96 gelang ein Spiel gegen Veszprém. Madeira Andebol SAD schied gegen Dunaferr im EHF-Pokal 2006/07 aus. Belenenses Lissabon unterlag Elektromos SE Budapest im EHF-Pokal 1993/94 und im EHF-Pokal 1995/96.
Gelegentlich treten Spieler beider Länder auch im jeweils anderen Land an, etwa der portugiesische Nationalspieler Miguel Martins, der seit 2021 beim ungarischen Spitzenklub Pick Szeged spielt, oder der ungarische Nationaltorwart Márton Székely, der 2021 für den FC Porto im Tor stand. Ungarns Nationalspieler Ádám Juhász spielt seit 2022 für Benfica Lissabon.